# Síndrome de Achard-Thiers
El síndrome de Achard-Thiers, también conocido como adenoma asociado a virilización en mujeres mayores o síndrome de la mujer diabética barbuda es una enfermedad que se caracteriza por el crecimiento de vello corporal de distribución masculina en mujeres menopáusicas que padecen diabetes.

## Tratamiento
Las pacientes pueden recibir tratamiento hormonal sustitutivo para evitar la progresión del cuadro. Aun así, para controlar la clínica ya establecida se recurre a tratamientos estéticos.